# Back in Black
Back in Black és un àlbum d'estudi de la banda australiana de hard rock AC/DC llançat el 1980.
En aquest disc figura per primera vegada Brian Johnson com a vocalista, qui va substituir Bon Scott després de la seva tràgica mort. Les vendes internacionals del disc són de més de 50 milions de còpies, vendes que el van convertir en el segon àlbum més venut de la història després Thriller de Michael Jackson. L'àlbum està dedicat a Bon Scott. La portada del disc (el logo d'AC/DC sobre un fons negre) era un clar homenatge al recent mort Bon Scott.

## Informació general
Back in Black conté deu cançons, alguns dels quals són els èxits més grans de la banda, com "Shoot to Thrill" "Hells Bells", "You Shook Me All Night Long", i "Back in Black". És l'àlbum més venut de la banda, i també és l'àlbum de major venda realitzat per un grup musical a més de ser el més venut dins del gènere rock amb més de 50 milions de còpies venudes a tot el món. El seu següent àlbum, For Those About to Rock (We Salute You), va aconseguir el número 1, igual que el més recent àlbum de la banda anomenat Black Ice (2008).
La cançó "Back in Black" va ser classificada en el número 187 dins de la llista de les 500 millors cançons de tots els temps de Rolling Stone, i el senzill "Shoot to Thrill" és considerada la cançó més aconseguida de la banda.
L'àlbum també va ser inclòs en les "1001 Discos que cal escoltar abans de morir".

## Llista de cançons
1. "Hells Bells" – 5:10
2. "Shoot to Thrill" – 5:17
3. "What Do You Do for Money Honey" – 3:33
4. "Givin the Dog a Bone" – 3:30
5. "Let Me Put My Love into You" – 4:16
6. "Back in Black" – 4:14
7. "You Shook Me All Night Long" – 3:30
8. "Have a Drink on Me" – 3:57
9. "Shake a Leg" – 4:06
10. "Rock and Roll Ain't Noise Pollution" – 4:15